# 24120 Jeremyblum
24120 Jeremyblum là một tiểu hành tinh vành đai chính với chu kỳ quỹ đạo là 1883.9058706 ngày (5.16 năm).
Nó được phát hiện ngày 3 tháng 11 năm 1999.